# Christian Tetzlaff
Christian Tetzlaff (Hamburgo, 29 de abril de 1966) es un violinista alemán.

## Biografía
Sus padres eran músicos aficionados quese conocieron en un coro de iglesia. Empezó a tocar el violín y el piano a la edad de 6 años e hizo su debut de concierto a los 14 años. Estudió con Uwe-Martin Haiberg en la Musikhochschule de Lübeck y más tarde con Walter Levin en el conservatorio de música de la Universidad de Cincinnati.
Su carrera como solista empezó en 1988, a la edad de 22 años, cuándo tocó el Concierto de violín de Schönberg con la Orquesta de Cleveland y la Filarmónica de Múnich. El año siguiente hizo su debut de recital solo en Nueva York. Ha continuado tocando como solista con orquestas importantes en el escenario y en registros discográficos, incluyendo los trabajos de Beethoven para violín y orquesta interpretados con la Orquesta de la Tonhalle de Zürich bajo David Zinman. Con su hermana Tanja (chelo) y Leif Ove Andsnes (piano) fue el ganador en el 2012 del Premio de Gramophone para el mejor disco de cámara (interpretando los tríos de piano de Schumann). Su grabación de las sonatas de violín de Schumann con Lars Vogt (piano) fue nombrado registro del mes de Gramophone, en enero de 2014. Otros registros muy bien acogidos por la crítica incluyen su publicación en 2007 de las sonatas y partitas para violín de solo de Bach y su publicación de tres sonatas de violín de Mozart en 2012, también con Lars Vogt. Su discografía incluye bastantes obras modernas como los conciertos de violín de György Ligeti y Stuart MacRae.
En 2011 firmó un contrato de grabación con Ondine.

## Estilo
Tetzlaff toca un violín contemporáneo de Stefan-Peter Greiner que ha tenido desde 2002, prefiriéndolo a su anterior Stradivarius. Utiliza un arco Peccatte y cuerdas Visión de Thomastik-Infeld de Viena. Prefiere dejar de lado el tocar el violín con el sonido lleno y lírico preferido por muchos de sus contemporáneos, diciendo El New Yorker: "El oyente pierde los sonidos más bonitos si han sido utilizados para fines arbitrarios o matices sin importancia". Esta forma de interpretar ha recibido críticas negativas. El crítico del Guardian, Andrew Clements, argumentó que su registro de los tríos de piano de Schumann, mencionado arriba, careció de "cualquier sentido de implicación o afecto para la música" y que su disco de 2014 de los conciertos de violín de Shostakovich era a veces de "carácter" seco.
Tetzlaff adolece de neurodermatitis en su mano izquierda, la cual le puede causar dolor extremo cuándo los dedos de la mano están aplicados a las cuerdas del violín. A través de los años ha paliado esta condición de varias maneras, incluyendo utilizar dedales de algodón para cubrir sus dedos y más recientemente por ejercicios de circulación de sangre antes de sus actuaciones.